# Nathan Deal

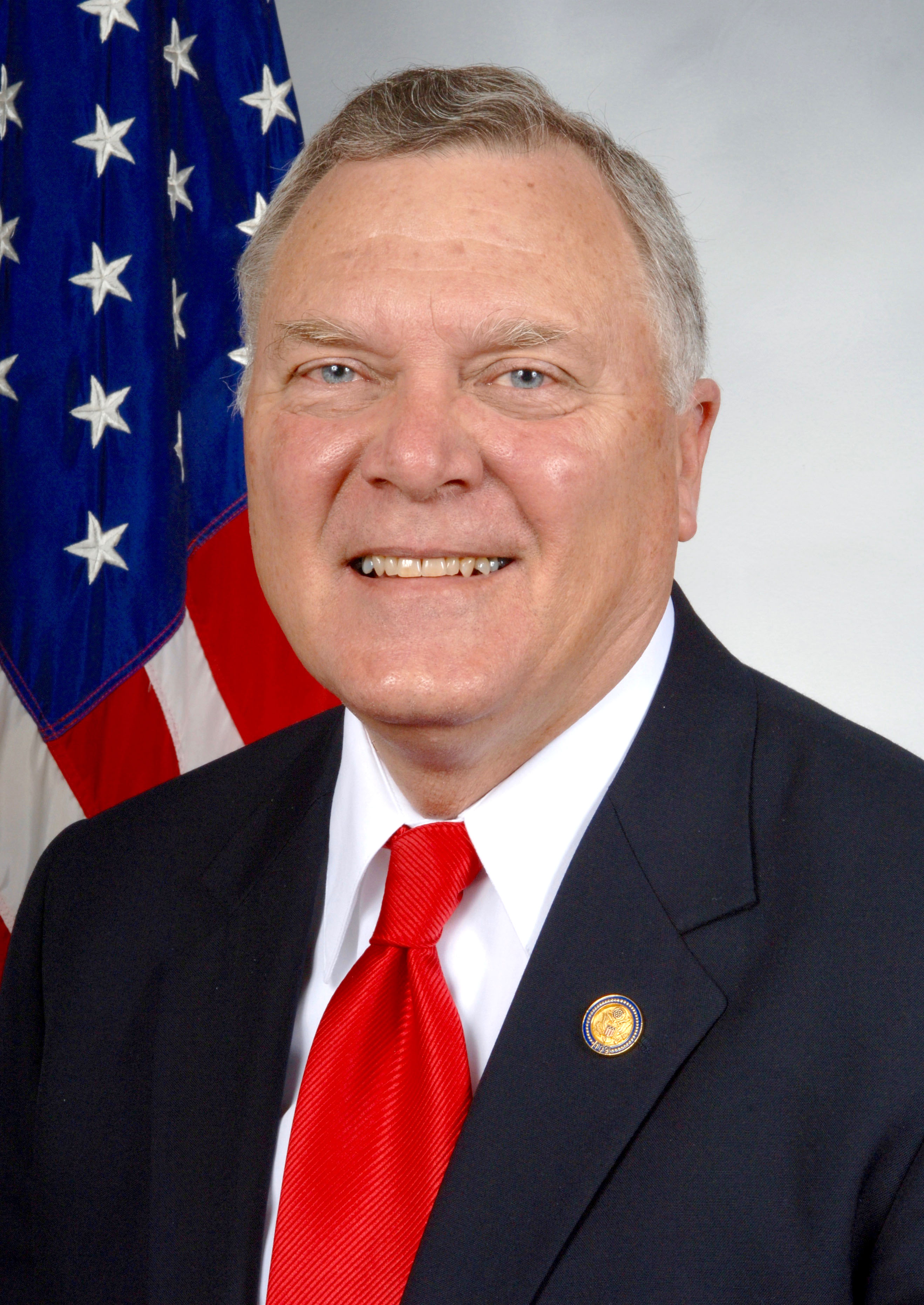
Nathan Deal

John Nathan Deal (* 25. August 1942 in Millen, Jenkins County, Georgia) ist ein US-amerikanischer Politiker der Republikanischen Partei. Er war vom 10. Januar 2011 bis 14. Januar 2019 Gouverneur des Bundesstaates Georgia.

## Leben

### Werdegang
Nach dem Schulbesuch an öffentlichen Schulen in Washington County absolvierte Deal die Mercer University in Macon, an welcher er 1964 seinen Doktor der Rechtswissenschaften erwarb. Von 1966 bis 1968 diente er als Soldat in der US Army.
Deal begann zunächst als Anwalt in einer kleinen Kanzlei zu arbeiten, wurde jedoch 1970 an den Northeastern Judicial Circuit berufen, an dem er bis 1971 wirkte. Von 1971 bis 1972 war er Richter am Jugendgericht des Hall County, ehe er von 1977 bis 1979 als selbständiger Anwalt eine eigene Kanzlei leitete.

### Politische Laufbahn
1981 wurde Deal als Mitglied der Demokratischen Partei in den Senat von Georgia gewählt, wo er zwölf Jahre, bis 1993, einen Sitz innehatte. 1992 kandidierte er erstmals für einen Sitz im Repräsentantenhaus der Vereinigten Staaten – mit Erfolg. Am 3. Januar 1993 wurde er, ebenfalls als Demokrat, als Kongressabgeordneter vereidigt. Als nach der Kongresswahl des Jahres 1994 die Mehrheit der Delegation aus Georgia der Republikanischen Partei angehörte (sieben von elf Abgeordneten), wechselte Nathan Deal am 10. April 1995 die Partei und wurde somit der achte republikanische Kongressabgeordnete seines Staates. Als Deal 1996 seine Wiederwahl anstrebte, wurde er mit 66 Prozent der Stimmen seines Distrikts auch als Republikaner im Amt bestätigt. Deal wurde danach noch sechs Mal wiedergewählt, wobei drei Mal kein demokratischer Gegenkandidat gefunden werden konnte und er somit 100 Prozent der Stimmen für sich verbuchen konnte. Während seiner Zeit als Kongressabgeordneter saß Deal im Energie- und Handelsausschuss. Am 21. März 2010 trat Deal von seinem Mandat als Kongressabgeordneter zurück. Als Grund gab er seine Absicht an, für das Amt des Gouverneurs von Georgia zu kandidieren.
In der Primary seiner Partei für den Gouverneursposten gewann Deal knapp mit etwa 2500 Stimmen Vorsprung gegen Karen Handel, die Secretary of State von Georgia. Bei der Wahl Anfang November 2010 trat er gegen den Demokraten Roy Barnes an, der von 1999 bis 2003 selbst als Gouverneur von Georgia gewirkt hatte. Mit 53 Prozent der Stimmen konnte Deal Barnes, der nur auf einen Anteil von 43 Prozent kam, recht klar distanzieren. Am 10. Januar 2011 löste er daraufhin seinen republikanischen Parteikollegen Sonny Perdue als Gouverneur ab, der nach zwei Amtszeiten nicht mehr antreten durfte. Bei der Gouverneurswahl am 4. November 2014 siegte Deal erneut und wurde damit für vier weitere Jahre bestätigt. Er konnte 52,8 Prozent der Stimmen auf sich vereinen, für seinen demokratischen Herausforderer Jason Carter, ein Staatssenator und Enkel des ehemaligen US-Präsidenten Jimmy Carter, sprachen sich 44 Prozent der Wähler aus. Damit setzte sich Deal überraschend klar durch, nachdem die Meinungsumfragen ein knappes Rennen vorhersahen.

### Politische Positionen
Nathan Deal gilt als Befürworter der Todesstrafe. Während der Amtszeit von Gouverneur Nathan Deal wurden relativ viele  Todesurteile vollstreckt (19 von 65 aller vollstreckter Todesurteile in Georgia mit Stand Mai 2016), darunter mit Kelly Gissendaner eine Frau. 2015 und 2016 vollstreckte nur Texas mehr Todesurteile
Anzahl der Hinrichtungen unter Nathan Deal  pro Jahr:
| Jahr   | 2011 | 2013 | 2014 | 2015 | 2016 |
| Anzahl | 4    | 1    | 2    | 5    | 7    |

### Privates
Aus der Ehe mit seiner am 23. August 2022 verstorbenen Frau Sandra gingen ein Sohn und drei Töchter hervor.